# Греція на Європейських іграх 2015
Греція на перших Європейських іграх у Баку була представлена 132 атлетами у 25 видах спорту.

## Медалісти
| Медаль | Спортсмен                 | Вид спорту | Дисципліна                     | Дата      |
| ------ | ------------------------- | ---------- | ------------------------------ | --------- |
| Золото | Елефтеріос Петруніас      | Гімнастика | Чоловіки, кільця               | 20 червня |
| Срібло | Михаїл Цанос              | Карате     | Чоловіки, до 84 кг             | 14 червня |
| Срібло | Власіос Марас             | Гімнастика | Чоловіки, поперечина           | 20 червня |
| Срібло | Анна Коракакі             | Стрільба   | Мікст, пістолет 10 м           | 22 червня |
| Срібло | Константінос Малгарінос   | Стрільба   | Мікст, пістолет 10 м           | 22 червня |
| Срібло | Дімітрос Дімітріу         | Плавання   | Чоловіки, 400 м вільним стилем | 23 червня |
| Бронза | Адамантія Дурека          | Водне поло | Жінки                          | 20 червня |
| Бронза | Ніколета Елефтеріаду      | Водне поло | Жінки                          | 20 червня |
| Бронза | Єлена Еллініаді           | Водне поло | Жінки                          | 20 червня |
| Бронза | Мілва Калогуераку         | Водне поло | Жінки                          | 20 червня |
| Бронза | Сілія Логотеті            | Водне поло | Жінки                          | 20 червня |
| Бронза | Євангуелія Луді           | Водне поло | Жінки                          | 20 червня |
| Бронза | Єфігуенія Маврота         | Водне поло | Жінки                          | 20 червня |
| Бронза | Марія Патра               | Водне поло | Жінки                          | 20 червня |
| Бронза | Васілікі Плевріту         | Водне поло | Жінки                          | 20 червня |
| Бронза | Єлизавета Протопапас      | Водне поло | Жінки                          | 20 червня |
| Бронза | Артеміс Сафеті            | Водне поло | Жінки                          | 20 червня |
| Бронза | Єлена Сотірелі            | Водне поло | Жінки                          | 20 червня |
| Бронза | Іоанна Стаматопулу        | Водне поло | Жінки                          | 20 червня |
| Бронза | Кімон Алексіу             | Водне поло | Чоловіки                       | 21 червня |
| Бронза | Ніколаос Делаграмматікас  | Водне поло | Чоловіки                       | 21 червня |
| Бронза | Ніколаос Гардікас         | Водне поло | Чоловіки                       | 21 червня |
| Бронза | Константінос Джондрокукіс | Водне поло | Чоловіки                       | 21 червня |
| Бронза | Ніколаос Каларгирос       | Водне поло | Чоловіки                       | 21 червня |
| Бронза | Фойвос Каліс              | Водне поло | Чоловіки                       | 21 червня |
| Бронза | Адамантіос Мантіс         | Водне поло | Чоловіки                       | 21 червня |
| Бронза | Дімітріос Ніколаідіс      | Водне поло | Чоловіки                       | 21 червня |
| Бронза | Александрос Папанастасіу  | Водне поло | Чоловіки                       | 21 червня |
| Бронза | Ніколаос Папасіфакіс      | Водне поло | Чоловіки                       | 21 червня |
| Бронза | Полімеріс Сіорділіс       | Водне поло | Чоловіки                       | 21 червня |
| Бронза | Дімітріос Скумпакіс       | Водне поло | Чоловіки                       | 21 червня |
| Бронза | Григоріос Яннапулос       | Водне поло | Чоловіки                       | 21 червня |
| Бронза | Іліас Іліадіс             | Дзюдо      | Чоловіки, до 90 кг             | 27 червня |
| Бронза | Ілкетра Лебл              | Плавання   | Жінки, 100 м баттерфляєм       | 26 червня |